# Pyramidelloides mirandus
Pyramidelloides mirandus is een slakkensoort uit de familie van de Eulimidae. De wetenschappelijke naam van de soort is voor het eerst geldig gepubliceerd in 1861 door A. Adams.